# Jorge Verstrynge Rojas
Jorge Verstrynge Rojas (Tànger, 22 de setembre de 1948) és un expolític, politòleg i geopolític francoespanyol. Actualment és professor titular de la Facultat de Ciències Polítiques i Sociologia de la Universitat Complutense de Madrid. Col·labora habitualment amb la revista política El Viejo Topo i a diversos programes de televisió de debat polític.

## Biografia

### Infància i formació
Jorge Verstrynge va néixer a Tànger el 1948. amb nacionalitat franco-espanyola, on va passar la seva infància.
El seu pare biològic, Willy Verstrynge-Thalloen, va ser un ciutadà belga seguidor de Léon Degrelle i, per tant, pronazi i antisemita. Tanmateix durant la Segona Guerra Mundial va actuar com a agent doble per als serveis secrets alemanys i britànics. En acabar la guerra marxà al Congo Belga i després a Tànger, aleshores zona internacional, on el 1951 el govern belga li va encarregar que segrestés Léon Degrelle, refugiat a Espanya, i que el portés a Bèlgica. La missió però, fou anul·lada per ordre del govern belga.
Els seus pares es van separar quan era petit i marxaren a l'Algèria francesa, on la seva mare es va casar amb René Mazel, comunista francès a qui el 1947 havien expulsat d'Algèria. La seva joventut va transcórrer a França i posteriorment es va traslladar a Espanya a cursar Ciències Polítiques i Sociologia (especialitat en Estudis Internacionals) en la Universitat Complutense de Madrid, llicenciant-se el 1972. Doctor en Ciències Polítiques i Sociologia per la Universitat Complutense de Madrid el 1976, amb la tesi doctoral: Los efectos de la guerra en la sociedad industrial. Actualment resideix a Madrid i és professor en la Facultat de Ciències Polítiques i Sociologia de la UCM.

## Trajectòria política
Va ser una «persona propera» a l'organització neonazi Cercle Espanyol d'Amics d'Europa, segons César Vidal. Inicialment va ser admirador del ministre falangista José Antonio Girón de Velasco. Alumne de Manuel Fraga (a qui defineix com a gaullista, populista i socialdemòcrata) a la universitat, va començar a col·laborar amb aquest en el Gabinet d'Orientació i Documentació, que després va donar lloc a Reforma Democràtica, del que Verstrynge en fou un dels fundadors; Reforma Democràtica seria un dels embrions de la posterior Alianza Popular (AP). Va ser diputat nacional per AP entre 1982 i 1989 i secretari general d'aquesta entre 1979 i 1986, encara que amb anterioritat havia ocupat la Secretaria d'Acció Territorial (1976-1978) i la Secretaria d'Organització (1978-1979). Candidat a alcalde de Madrid el 1983 —aquest mateix any va publicar Madrid, mi desafío— resultà derrotat pel socialista Enrique Tierno Galván per onze punts.
Després de veure's obligat a dimitir pel seu enfrontament amb Manuel Fraga l'1 de setembre de 1986, abandona Alianza Popular, funda el seu propi partit Renovació Democràtica que s'integra en el Grup Mixt del Congrés juntament amb altres tres diputats d'AP i comença un viratge ideològic cap a postures humanistes.
L'octubre de 1987 es va rumorejar el seu pas a Centre Democràtic i Social (CDS), però finalment al maig de 1988 sol·licita el seu ingrés en el PSOE, sent admès finalment el 1993. Va acabar donant-se de baixa. Posteriorment fou assessor polític del Partit Comunista d'Espanya (PCE) i Izquierda Unida (IU) Francesc Frutos i Gras, al que va dir considerar «un polític sincer i intel·ligent».
En 1999 publicà una autobiografia titulada Memorias de un maldito, en les quals malgrat la seva «sinceritat» se'l critica per estar aquestes memòries «llastrades per un subjectivisme» caracteritzat «per una radical actitud antisistema». Al maig de 2012 va ser un dels desallotjats per la Policia Nacional d'un Centre social okupat en Madrid. El març de 2013 va participar en un escarni convocat per la Plataforma d'Afectats per la Hipoteca (PAH) enfront del domicili personal de la Vicepresidenta del Govern Soraya Sáenz de Santamaría, del Partit Popular. Finalment, un jutge de Madrid arxiva la querella al no veure delicte en l'escarni realitzat al domicili de la vicepresidenta. En 2013 publicà Contra quiénes luchar, obra a la qual Jon Juaristi va titllar de «pamflet revolucionari d'autoajuda» i «tesina fluixa amb acumulació de cites».
En 2014 se suma, amb el suport del portaveu Pablo Iglesias, a la iniciativa Podem, en part gestada a les aules de la facultat on imparteix classes, sense la intenció de formar part de les llistes electorals per a les eleccions al Parlament Europeu. No obstant això, la seva intervenció en ponències d'aquesta formació és mal vista per alguns dels cercles, que el titllen de «xenòfob» a causa de la seva oposició a la immigració i a les seves simpaties cap a la Front Nacional de Marine Le Pen, pel que passa a un segon pla dins d'aquesta formació.
També forma part del Frente Cívico Somos Mayoría impulsat per Julio Anguita.

## Obres
- Una sociedad para la guerra. Los efectos de la guerra en la sociedad industrial. Centro d'Investigaciones Sociológicas. Madrid, 1978.[19]
- Entre la cultura y el hombre, Autor Editor 3, Madrid, 1981.[20]
- La normalización democrática, Alianza Popular, Madrid, 1982.
- Madrid, mi desafío, Editorial El Burgo, Madrid, 1983.[6]
- Una sociedad para la Guerra. Los efectos de la guerra en la sociedad industrial, Centro de Investigaciones Sociológicas, Madrid, 1988.
- El sueño eurosiberiano. Ensayo sobre el futuro de Europa, ed. UCM, Madrid, 1992.
- Los nuevos bárbaros: centro y periferia en la política de hoy, Grijalbo, Barcelona, 1997.[21]
- Elogios, El Viejo Topo, Mataró, 1998.
- Memorias de un maldito (autobiografía),[11] Grijalbo, Barcelona, 1999.[21]
- Sobre el poder del pueblo, El Viejo Topo, Mataró, 2000.
- R: Rebeldes, revolucionarios y refractarios: ensayo sobre la disidencia, ed. El Viejo Topo, Mataró, 2002.
- La guerra periférica y el islam revolucionario. Orígenes, reglas y ética de la guerra asimétrica, El Viejo Topo, Mataró, 2005.[22][23]
- Frente al Imperio: Guerra Asimétrica y Guerra Total', Foca, Madrid, 2007.
- Proteccionismo y Economía de Gran Espacio", El Viejo Topo, 2009
- ¡Viva la desobediencia! Elogio del refractario, Ediciones Península, Madrid, 2011.
- Contra quiénes luchar, Ediciones Península, Madrid, 2013.[15]
- Populismo. El veto de los pueblos, El Viejo Topo, 2017.